# Bu (pieniądz)
Bu – w starożytnych Chinach pieniądz metalowy odlewany z brązu w kształcie łopaty, przodek chińskich monet. Używany od ok. 1000 p.n.e. do wprowadzenia jednolitego pieniądza przez Qin Shi Huanga w 221 p.n.e.